# Ла Масия
Ла Масия де Кан Планес, обычно сокращается до Ла Масия (кат. La Masia каталанское произношение: [lə məˈzi.ə]) — это термин, используемый для наименования юношеской академии ФК Барселоны.
Ла Масией также называется футбольный тренировочный центр Барселоны, изначально расположенный недалеко от «Камп Ноу».

## История
Ла Масия де Кан Планес — старинный каталонский фермерский дом, построенный в 1702 году. После открытия «Камп Ноу» в 1957 году здание было реконструировано и расширено для использования в качестве общественной штаб-квартиры клуба. С постепенным расширением клуба бывший фермерский дом стал слишком маленьким для штаб-квартиры, и 20 октября 1979 года Ла-Масия была преобразована в общежитие для молодых игроков из-за пределов Барселоны.
Ла Масия получила большую известность благодаря успехам доморощенных игроков. Слава и успех Ла Масии, как школы талантов, были приписаны Иэном Хоуки из The Times классу 1987 года, к которому принадлежали Сеск Фабрегас, Лионель Месси, Жерар Пике, Педро и другие.
С 1979 по 2009 год 440 молодых людей проживало в академии. Около половины из них были из Каталонии, а остальные прибыли из других регионов Испании и стран за её пределами, в том числе 15 из Камеруна, 7 из Бразилии, 5 из Сенегала и 3 из Аргентины. Из этих 440 человек 40 попали в первую команду Барселоны.
В 2010 году «Ла Масия» стала первой молодёжной академией, сразу 3 воспитанника которой заняли первые места в голосовании за «Золотой мяч ФИФА»: Андрес Иньеста, Лионель Месси и Хави.
30 июня 2011 года в здании Ла Масии де Кан Планес перестали размещаться игроки академии. В ходе церемонии двери были закрыты, и Сиутат Эспортива Жоан Гампер взял на себя функции жилого центра для игроков.